# معلقاتنا امتداد أمجاد
معلقاتنا امتداد أمجاد مسرحية غنائية سعودية بدأ عرضها في 22 فبراير 2023 في يوم التأسيس السعودي، والمسرحية من تنظيم هيئة المسرح والفنون الأدائية، وفكرة وإشراف الأمير عبد الرحمن بن مساعد، وشارك فيها مجموعة من الشعراء والفنانين والمطربين.

## فكرة المسرحية
تستلهم مسرحية معلقاتنا امتداد أمجاد تراث الجزيرة العربية بوصفه امتداداً للحضارة التي انبعثت فشيّدت الدولة السعودية قبل ثلاثة قرون، وفي المسرحية يجاري عشرة شعراء سعوديون معاصرون المعلقات العشر الشهيرة في التراث العربي، وتسرد قصصهم تأسيس الدولة السعودية الأولى، مروراً بالدولة الثانية، وصولا لتوحيد المملكة العربية السعودية.

## المشاركون في المسرحية

### فكرة وإشراف عام
عبد الرحمن بن مساعد.

### فكرة وحوار المشاهد المسرحية
صالح زمانان.

### الحوارات الشعرية المغناة
فهد عافت.

### الألحان
1. صادق الشاعر.
2. الأمير أحمد بن سلطان بن عبدالعزيز "سهم".[3]

### الشعراء
1. عبد الرحمن بن مساعد.
2. حاتم الزهراني.
3. محمد جبر الحربي.
4. فهد عافت.
5. جاسم الصحيح.
6. سلطان السبهان.
7. سلطان الضيط.
8. يحيى رياني.
9. تركي حمدان العنزي.
10. فواز اللعبون.

### المطربون
1. عايض.
2. أميمة طالب.
3. حمزة.
4. فؤاد عبد الواحد.
5. سهى المصري.
6. ناصر نايف.
7. فهد العمري.
8. إيمان الشميطي.
9. زينة عماد.[4]

### الممثلون
1. راشد الشمراني.
2. أسيل عمران.
3. إلهام علي.
4. أيمن مطهر.
5. علي الزهراني.
6. سارة بهكلي.
7. سعيد المانع.
8. أحمد الرشيد.
9. أفنان كلنتن.
10. عبد الرحمن بدر.[5]
11. عزيز بحيص

### المخرج
عامر الحمود.